# Stanley Love
Stanley Glen Love (San Diego, 8 giugno 1965) è un astronauta statunitense, e ha partecipato alla missione STS-122 dello Space Shuttle.
Love, diplomato alla Winston Churchill High School a Eugene in Oregon, conseguì il master in astronomia all'University of Washington nel 1989 e il dottorato nel 1993.
Venne selezionato dalla NASA nel giugno 1998 dove iniziò come controllore di volo e Capsule communicator (CAPCOM) nel Controllo missione di Houston per le Expedition dalla 1 alla 7 e per le missioni Shuttle STS-104, STS-108 e STS-112.
Nel 2006 venne assegnato alla missione STS-122 del febbraio 2008, durante la quale venne installato il modulo laboratorio Columbus sulla Stazione spaziale internazionale, come specialista di missione. Durante la missione Love partecipò a due attività extraveicolari.

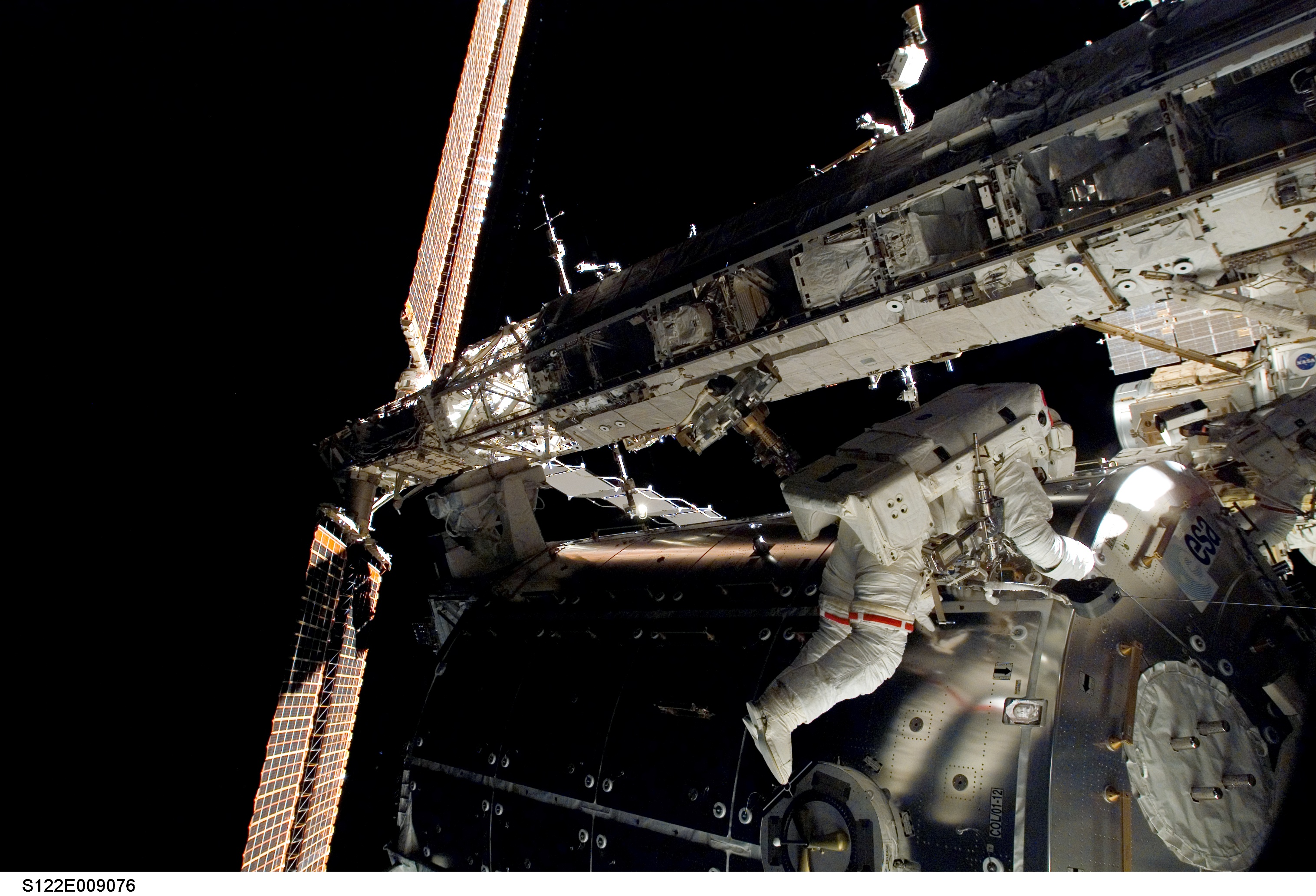
Love all'esterno del laboratorio Columbus durante la seconda EVA
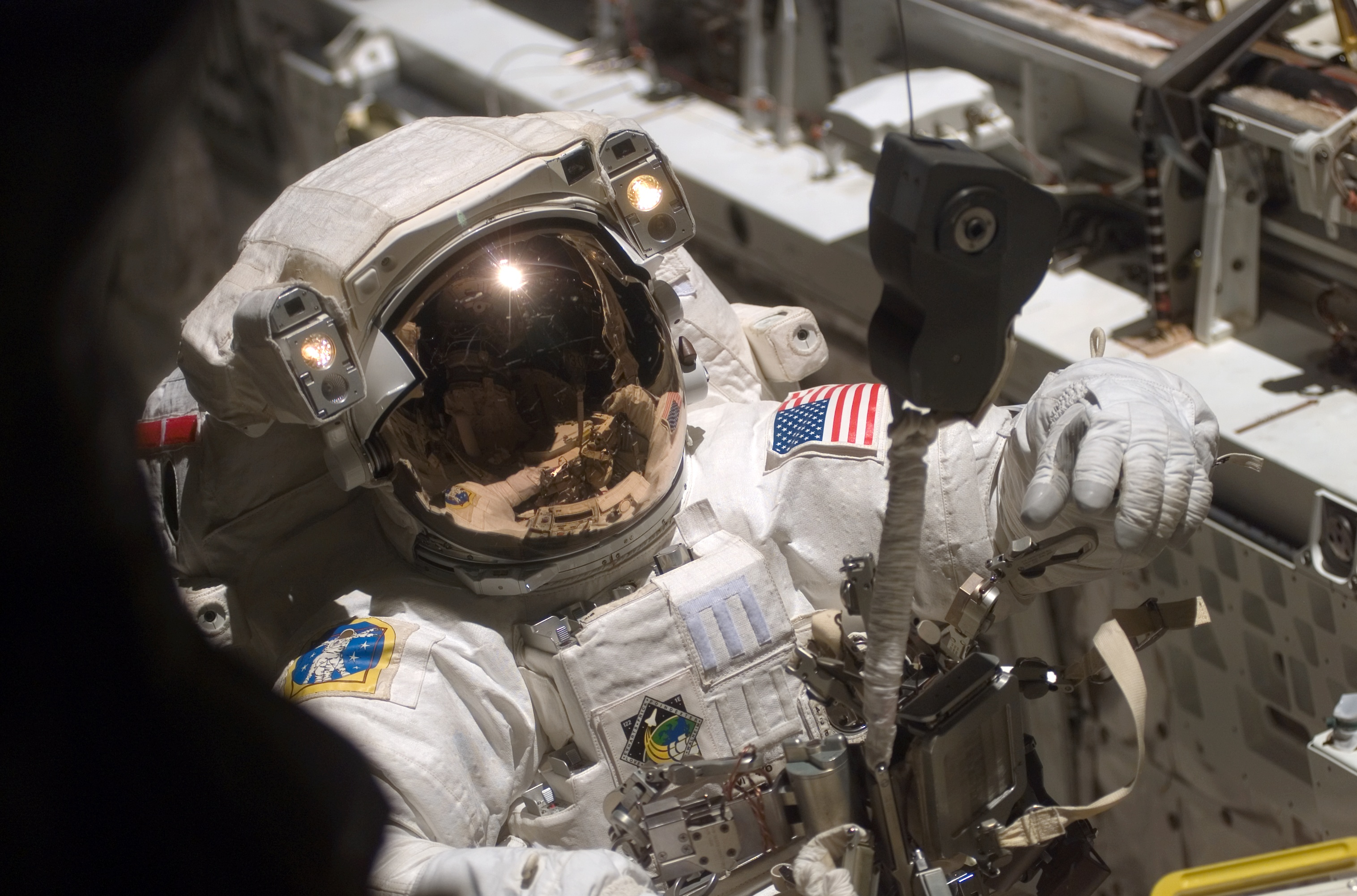
Primo piano di Love